# Steven Universe: Film
Steven Universe: Film (ang. Steven Universe: The Movie) – amerykański film animowany z 2019 roku w reżyserii Rebekki Sugar, bazowany na podstawie serialu animowanego Steven Universe. Wyprodukowany przez wytwórnię Cartoon Network Studios. Akcja filmu ma miejsce pomiędzy oryginalnym serialem a kontynuacją serialu Steven Universe: Przyszłość.
Premiera filmu odbyła się w Stanach Zjednoczonych 2 września 2019 na amerykańskim Cartoon Network. W Polsce premiera filmu odbyła się 17 maja 2020 na antenie Cartoon Network.

## Fabuła
Akcja filmu toczy się dwa lata później po wydarzeniach z czteroczęściowego finału piątego sezonu Zmiana zdania i skupia się na historii szesnastoletniego Stevena Universe’a. Chłopak powraca na Ziemię mając nadzieję, że odzyska swoje życie dzięki Kryształowym Klejnotom – Perle, Granat i Ametyst. Tymczasem w Beach City zjawia się tajemnicza Spinel, która przybyła na Ziemię z zamiarem zniszczenia wszystkich organicznych form życia. Steven i Kryształowe Klejnoty muszą zmierzyć się ze złowrogim klejnotem i uratować miasto.

## Obsada
- Zach Callison jako Steven Universe
- Sarah Stiles jako Spinel
- Michaela Dietz jako Ametyst
- Deedee Magno Hall jako Perła
- Estelle Swaray jako Granat
- Erica Luttrell jako Szafir
- Charlyne Yi jako Rubin
- Uzo Aduba jako Bismuth
- Jennifer Paz jako Lapis Lazuli
- Shelby Rabara jako Peridot
- Grace Rolek jako Connie Maheswaran
- Tom Scharpling jako Greg Universe
- Christine Ebersole jako Biała Diament
- Patti LuPone jako Żółta Diament
- Lisa Hannigan jako Niebieska Diament
- Matthew Moy jako Lars Barriga
- Kate Micucci jako Sadie Miller
- Ted Leo jako Steg

## Wersja polska
Wersja polska: SDI Media Polska

Reżyseria: Agnieszka Zwolińska

Kierownictwo muzyczne: Agnieszka Tomicka

Dialogi polskie: Anna Izdebska

Teksty piosenek: Agnieszka Zwolińska

Nagranie dialogów: Łukasz Fober
Nagranie piosenek: Mateusz Michniewicz
Montaż dialogów: Łukasz Fober

Montaż piosenek: Mateusz Michniewicz, Agnieszka Tomicka

Koordynacja produkcji: Walentyna An

Kierownictwo produkcji: Beata Jankowska

W rolach głównych:
- Jan Rotowski – Steven Universe
- Beata Wyrąbkiewicz – Spinel
- Agnieszka Kudelska –
  - Granat,
  - Aleksandryt
- Brygida Turowska –
  - Ametyst,
  - Aleksandryt
- Katarzyna Łaska –
  - Perła,
  - Żółta Perła,
  - Niebieska Perła,
  - Opal
- Justyna Kowalska – Lapis Lazuli
- Monika Węgiel-Jarocińska – Bizmut
- Bożena Furczyk –
  - Perydot,
  - Nanefua Pizza

W pozostałych rolach:
- Andrzej Chudy – Greg Universe
- Dorota Furtak-Masica – Connie Maheswaran
- Dominika Łakomska –  Biała Diament
- Ewa Serwa – Żółta Diament
- Monika Pikuła –  Niebieska Diament
- Magdalena Pawelec – Rubin
- Ewa Lachowicz –  Szafir
- Agata Paszkowska – Sadie Miller
- Krzysztof Plewako-Szczerbiński – Lars Barriga
- Grzegorz Wilk – Steg

Wykonanie piosenek:
- „The Tale of Steven”: Katarzyna Łaska, Małgorzata Nakonieczna, Anna Frankowska
- „Let Us Adore You”: Dominika Łakomska, Ewa Serwa, Monika Pikuła
- „Happily Ever After”: Jan Rotowski, Agnieszka Kudelska, Brygida Turowska, Katarzyna Łaska
- „Other Friends”: Beata Wyrąbkiewicz
- „system/BOOT.pearl final(3).Info”: Katarzyna Łaska
- „Who We Are”: Jan Rotowski, Monika Węgiel-Jarocińska, Bożena Furczyk, Justyna Kowalska, Beata Wyrąbkiewicz
- „Isn't It Love?”: Agnieszka Kudelska oraz: Małgorzata Nakonieczna
- „No Matter What”: Jan Rotowski, Brygida Turowska
- „Disobedient”: Agata Paszkowska, Brygida Turowska
- „Independent Together”: Grzegorz Wilk, Katarzyna Łaska
- „Drift Away”: Beata Wyrąbkiewicz
- „Found”: Jan Rotowski, Beata Wyrąbkiewicz
- „True Kinda Love”: Agnieszka Kudelska, Jan Rotowski oraz: Małgorzata Nakonieczna
- „Change”: Jan Rotowski
- „Let Us Adore You” (repryza): Dominika Łakomska, Ewa Serwa, Monika Pikuła, Beata Wyrąbkiewicz
- „Finale”: Jan Rotowski, Agnieszka Kudelska, Brygida Turowska, Katarzyna Łaska, Andrzej Chudy, Dorota Furtak-Masica, Monika Węgiel-Jarocińska, Bożena Furczyk, Justyna Kowalska, Agata Paszkowska, Krzysztof Szczerbiński oraz: Anna Frankowska, Małgorzata Nakonieczna, Grzegorz Wilk

Lektor: Jakub Szydłowski

## Odbiór

### Krytyka
Film Steven Universe: Film spotkał się z pozytywną reakcją krytyków. W serwisie Rotten Tomatoes 100% z ośmiu recenzji filmu jest pozytywne (średnia ocen wyniosła 9,33 na 10).

### Nagrody i nominacje
| Rok  | Miejsce            | Nagroda | Kategoria                                                                       | Odbiorcy i nominowani    | Wynik     |
| ---- | ------------------ | ------- | ------------------------------------------------------------------------------- | ------------------------ | --------- |
| 2020 | Nagrody Annie 2020 | Annie   | Najlepsze indywidualne osiągnięcie: dubbing w animowanej produkcji telewizyjnej | Sarah Stiles jako Spinel | nominacja |